# Solitas
Solitas is een monotypisch geslacht van straalvinnige vissen uit de familie van platkopvissen (Platycephalidae).

## Soort
- Solitas gruveli (Pellegrin, 1905)